# Centralia (Illinois)
Centralia je grad u američkoj saveznoj državi Ilinois. Prema popisu stanovništva iz 2010. u njemu je živjelo 13.032 stanovnika.